# 1429

## أحداث
- 17 مايو: نهاية حصار أورليان والذي بدأ في 21 أكتوبر 1428.
- 17 مايو: نهاية حصار أورليان والذي بدأ في 21 أكتوبر 1428.

## مواليد
- 20 أبريل السلطان محمد الفاتح، سلطان الدولة العثمانية السابع.
- محمد بن عبد الرحمن الإيجي

## وفيات
- جوفاني دي بيتشي دي ميديشي
- أحمد بن يحيى النجمي